# Saxifraga peraristulata
Saxifraga peraristulata är en stenbräckeväxtart som beskrevs av Johannes Mattfeld. Saxifraga peraristulata ingår i Bräckesläktet som ingår i familjen stenbräckeväxter. Inga underarter finns listade i Catalogue of Life.